# Bedeutung
Bedeutung steht für den durch ein Zeichen, ein Wort oder eine Aussage hervorgerufenen Wissenszusammenhang. Die Bedeutung weist auf den Sinn einer sprachlichen Äußerung. In der Semantik ist sie dasjenige, das ein sprachlicher Ausdruck oder ein anderes Zeichen zu verstehen gibt.
Allgemeinsprachlich steht Bedeutung heute für zwei unterschiedliche Sachverhalte, die in deutschsprachigen Wörterbüchern daher auch immer differenziert werden:
- Bedeutung bezeichnet einen „bestimmten Sinn“,[3] einen „Sinn, der in Handlungen, Gegebenheiten, Dingen, Erscheinungen liegt“,[4] auch den „Gehalt“ eines Gegenstandes oder Werkes,[5] oder auch die Bedeutung von Begriffen (bzw. Worten[6]), deren Bedeutungsrahmen und Verwendungszusammenhang über umschreibende Erklärungen oder Definitionen erklärt werden.

- In einer zweiten Verwendung zielt Bedeutung auf die Wichtigkeit eines Gegenstandes[7] im Sinne von Bedeutsamkeit. Gemeint ist „Gewicht“, „Tragweite“, „Belang“ sowie „Geltung“, „Ansehen“, „Wert“,[8] oder auch der „Rang“ einer Person oder Sache.[9] Bedeutsamkeit kann in gehobener Sprache ein Ersatzwort für Sinn oder Bedeutung sein.[10] Es kann aber auch Wichtigkeit und Tragweite ansprechen[11] und insofern eine „bedeutsame Beschaffenheit“.[12]

Das Wort Bedeutung ist bereits im Mittelhochdeutschen als bediutunge belegt, die ursprüngliche Wortverwendung zielte auf „Auslegung“ (Interpretation). Die Adjektive bedeutend („wichtig“, „hervorragend“, eigentlich „auf etwas hinweisend“, „bezeichnend“) und bedeutsam („bedeutungsvoll“) entstanden im 17. Jahrhundert.
In dem klassischen Werk Über Sinn und Bedeutung unterschied der deutsche Mathematiker und Philosoph Gottlob Frege 1892 zwischen Bedeutung und Sinn eines sprachlichen Ausdrucks. Hierbei ist mit Bedeutung eines Eigennamens (im geraden Kontext) ein Gegenstand gemeint; dies entspricht eher dem, was heute als Referenz bezeichnet wird, wogegen Freges „Sinn“ heute eher Bedeutung heißt. So entspricht etwa der Sinn eines Behauptungssatzes dem durch ihn ausgedrückten Gedanken, seine Bedeutung dagegen ist ein Wahrheitswert.